# Marie-Thérèse af Württemberg
Marie-Thérèse af Württemberg, hertuginde af Montpensier (tysk: Marie Therese Nadejda Albertine Rosa Philippine Margarethe Christine Helene Josepha Martina Leopoldine Herzogin von Württemberg) (født: 12. november 1934 i Altshausen, Regierungsbezirk Tübingen, Baden-Württemberg) er en tysk prinsesse, der var gift med den senere fransk tronprætendent prins Henri af Orléans fra 1957 til 1984.

## Forfædre
Marie-Thérèse af Württemberg er oldebarn af Karl Ludvig af Østrig (far til ærkehertug Franz Ferdinand, der blev myrdet i 1914), tipoldebarn af Franz Karl af Østrig, Ferdinand 2. af Begge Sicilier, Leopold 2. af Toscana, Maria Antonia af Begge Sicilier, Ferdinand 2. af Begge Sicilier og tiptipoldebarn af kong Ludvig-Filip af Frankrig.
Fra 1957 til 1984 var Marie-Thérèse af Württemberg gift med prins Henri af Orléans, greve af Paris (1933–2019). Prins Henri var Orléanisternes dauphin (tronfølger).
Inden deres skilsmisse i 1984 havde Henri og Marie-Thérèse fået fem børn.
Allerede sidst på året 1984 blev Henri gift igen, og i 1999 blev han Orléanisternes tronprætendent under navnet Henrik 7. af Frankrig.
I forbindelse med skilsmissen tog svigerfaderen Henri af Orléans, greve af Paris (1908 – 1999) Marie-Thérèses parti. Han tildelte hende titlen hertuginde af Montpensier i egen ret, og han fratog sin søn den (teoretiske) arveret til den franske trone. Senere blev sønnen dog genindsat i arvefølgen.